# 曲氏薹草
曲氏薹草（学名：Carex chuii），为莎草科薹草属下的一个植物种。分布于中国大陆的四川等地，生长于海拔2,450米的地区，一般生长在溪边，目前尚未由人工引种栽培。